# Lecture du manifeste
Lecture du manifeste (en russe : Чтение манифеста) ou Lecture du manifeste (Libération des paysans) est un tableau du peintre russe Boris Koustodiev, réalisé selon deux variantes en 1907 et en 1909.

## Description
Le tableau Lecture du manifeste (Libération des paysans), dédié à l'annonce par l'empereur Alexandre II du manifeste sur Abolition du servage de 1861, est réalisé en 1907 par Koustodiev pour l'édition Histoire de la Russie en tableaux (ru), réalisé par Joseph Knebel (en). En 1909, Kustodiev crée une variante intitulée simplement Lecture du manifeste. Cette œuvre est conservée dans la collection Ivan Morozov, puis elle est entrée dans les collections du Musée russe, et enfin en 1926 elle est transférée au Musée d'État des beaux-Arts de Nijni Novgorod.

## Composition

Lecture du manifeste 1909

Les dimensions sont de 59,5 × 80,5 cm, il s'agit d'un peinture a tempera sur papier. La variante elle fait 58 × 80 cm, la peinture est a tempera sur papier.
C'est une des rares peintures de Koustodiev sur le thème politique. Ce manifeste, attendu depuis si longtemps par deux douzaines de millions de serfs en Russie, a finalement été signé par le tsar Alexandre II qui est monté sur le trône et puis lu dans toutes les provinces.
Un jour d'hiver, un fonctionnaire en uniforme et en large manteau lit un manifeste sur le porche d'une riche maison à colonnes. Les arbres sont recouverts de givre, tout est couvert de brume glaciale, et les paysans se tiennent sans chapeau et écoutent le discours. Nous ne voyons pas leurs visages. Il n'y a pas de jubilation, on ne ressent que de la confusion,,.